# Lucio Vitellio il Vecchio
Lucio Vitellio, il Vecchio (Nuceria Alfaterna, 10 a.C. – 51), è stato un politico romano.

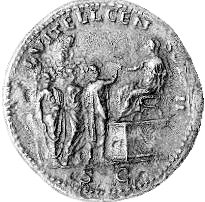
Moneta che mostra Aulo Vitellio di fronte a suo padre, Lucio Vitellio.

Nato nella città di Nuceria Alfaterna, era il più giovane dei quattro figli del questore Publio Vitellio il Vecchio. Suoi fratelli furono: Aulo Vitellio, consul suffectus nel luglio del 32; Quinto Vitellio, allontanato dal senato durante la "pulizia" di senatori operata da Tiberio; Publio Vitellio il Giovane.
Sotto l'imperatore Tiberio, fu console nel 34 e governatore della Siria nel 35. Depose il prefetto della Giudea Ponzio Pilato nel 36. Sostenne l'imperatore Caligola, e fu uno dei preferiti della moglie dell'imperatore Claudio, l'imperatrice Valeria Messalina. Durante il regno di Claudio, fu due volte console, nel 43 e nel 47, e governò Roma mentre l'imperatore romano era assente per la conquista della Britannia. Intorno al 48 o al 49, nel tempo in cui Claudio sposò Agrippina Minore, Lucio Vitellio servì come censore.
Svetonio racconta che introdusse l'usanza di venerare l'imperatore come una divinità:
(Svetonio, De Vita Caesarum)
Lucio sposò una donna romana di nome Sextilia, una donna proveniente da una distinta famiglia. Diede alla luce due figli, Aulo Vitellio Germanico, che fu imperatore nel 69, e Lucio Vitellio il Giovane.
Esercitò una grande influenza su Roma ed emerse per il suo carattere eccezionale, ma allo stesso tempo, era un senatore romano accusato di tradimento. Morì di paralisi nel 51. Lucio ricevette l'onore dei funerali di stato e una sua statua fu posta nei pressi dei rostri.

## L'attività di legato in Siria

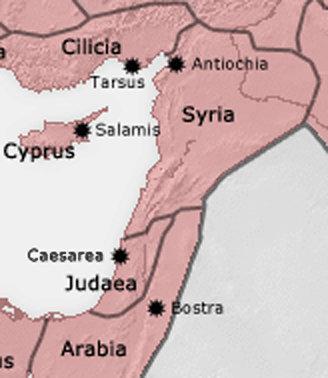
La Provincia romana della Siria nel II secolo. All'epoca di Lucio Vitellio l'Arabia fa parte ancora del regno nabateo, con capitale Petra, tra piccoli regni clienti lungo la frontiera orientale. A nord si trova l'ex-tetrarchia di Filippo, il regno di Abilène

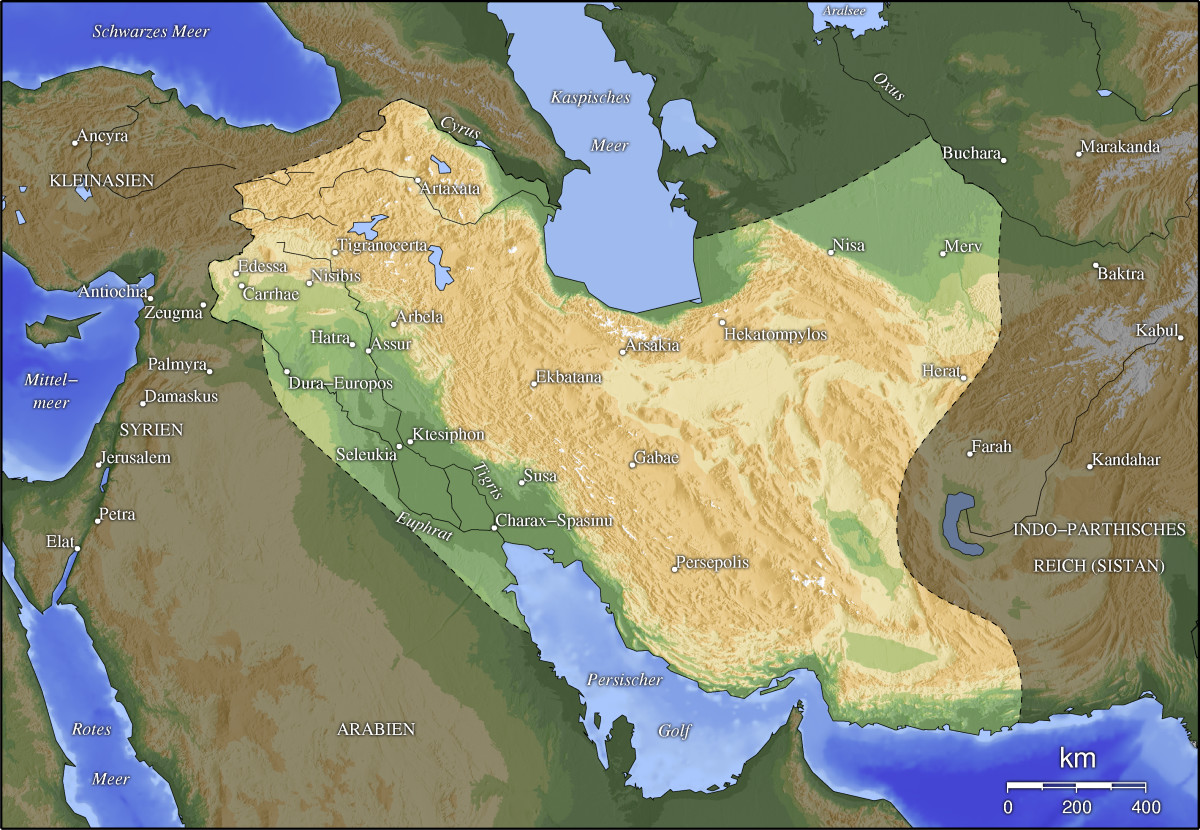
L’impero dei Parti quando controllava il regno d'Armenia (confini approssimativi)

Il regno d'Armenia nel I secolo

### L'anarchia dei Parti e in Armenia
In Armenia il regno di Artaxias III è stato caratterizzato da un periodo di stabilità sotto la guida del protettorato romano. Dopo la sua morte, nel 34, è ricominciato un periodo di instabilità dinastica.
Il re dei parti Artabano II (re dal 12 al 38) ne approfittò per prendere possesso del regno di Armenia, attraverso Arsace, il più anziano dei suoi figli.
Questa situazione destò grande preoccupazione nell'imperatore Tiberio, in quanto l'Armenia era un protettorato romano sin dal 65 a.C.. Fedele alla sua dottrina, Tiberio volle contrastare i Parti senza entrare apertamente in guerra con loro.
Alcuni nobili dei parti, che rifiutavano l'autorità di Artabano, vennero a Roma per chiedere il sostegno dell'impero per rovesciarlo. I nobili parti volevano che Artabano fosse sostituito con un membro della nobile dinastia parta degli arsacidi. Si trovò l'accordo sul nome di Fraate VI, discendente di Fraate IV, che era cresciuto a Roma come ostaggio.

### Morte dei due principali pretendenti
Nel 35, dopo che Lucio Vitellio divenne console, l'imperatore Tiberio gli affidò la delicata missione di gestire questa situazione, nominandolo governatore della Siria, provincia imperiale da cui dipendeva la Giudea. Vitellio portò completamente a termine la sua missione, riuscendo a ridurre al minimo l'intervento diretto dell'esercito romano.
Fraate VI aveva appena cominciato ad opporsi ad Artabano II nel territorio dei Parti quando morì, "portato via da una malattia". Tiberio, allora, si affidò a Tiridate III, anche lui discendente di Fraate IV.
Riguardo all'Armenia, Tiberio rifiutò di rimettere in gioco la questione del protettorato romano, e propose il nome di un altro candidato, trovandolo in Mitridate d'Armenia. Vitellio agì allora per riconciliare il re Farasmane I di Iberia con suo fratello. La riconciliazione ottenuta e il patto che venne formalizzato servirono ad aprire un'interessante simbiosi armeno-georgiana destinata a dominare la Transcaucasia.
Vitellio prese, così, contatto con l'aristocrazia feudale dell'Armenia aiutandola a costruire un'opposizione. Infine, alla corte di Armenia, le parti pro-romane avvelenano Arsace dopo meno di un anno di regno. Tacito attribuisce l'avvelenamento a funzionari corrotti. Allo stesso tempo, gli Iberici, invasero l'Armenia con molte truppe, impadronendosi della città di Artašat.

### Il proseguimento dell'attività diplomatico-militare di Vitellio
Artabano II non ammise la sconfitta e inviò un altro dei suoi figli, Orode, successore di Arsace Mitridate d'Armenia. Egli diede a suo figlio "un esercito di Parti, e denaro necessario per ingaggiare dei mercenari".
Da parte sua Farasmane I di Iberia chiamò a sé l'aiuto di mercenari albanesi e sarmati e di tribù nomadi che vivevano al di là del Caucaso. Le truppe di Orode furono messe in fuga, dopo che lui stesso fu ferito e si stava diffondendo la voce della sua morte. È probabile che Orode sia morto proprio in seguito alle ferite riportate in quello scontro. Artabano per vendicare quella sconfitta mise in moto tutte le forze del suo impero che stava costituendo in Armenia, dove le truppe di Mitridate di Armenia resistevano con coraggio.
Infine Lucio Vitellio, schierate le legioni romane nel paese dei Parti oltre l'Eufrate, cominciò ad avanzare senza incontrare una vera opposizione, mentre si diffondeva la voce di una invasione completa della Mesopotamia. Di fronte a una resistenza molto forte in Armenia, minacciato da un'invasione totale della Mesopotamia, e mentre venne a conoscenza delle intenzioni dei nobili del suo popolo di cospirare contro di lui, Artabano fu costretto ad abbandonare la sua impresa in Armenia.
Lasciata l'Armenia l'attività politica di Artabano s'avviò verso un lento declino. Vitellio sollecitò i Parti ad abbandonare un re che era stato il loro flagello: nella pace per la sua crudeltà; in guerra a causa del suo abbandono.

### L'incontro sull'Eufrate per firmare la pace
Nell'inverno compreso tra il 36 e il 37, tutti i monarchi della regione furono invitati ad una riunione che si svolse nei pressi dell'Eufrate per firmare la pace generale nella regione. C'erano Mitridate, Vitellio e Artabano II di Armenia, ma di sicuro erano presenti anche altri sovrani dell'area.
Giuseppe Flavio menziona anche il coinvolgimento di Erode Antipa, tetrarca di Galilea, che era abbastanza lontano dal teatro di quelle vicissitudini e che non ha preso parte al conflitto.
Questo incontro segnò la definitiva vittoria romana su Artabano, che abbandonò le su mire sull'Armenia. Essa segna anche il vero successo di Vitellio ottenuto dopo due anni di operazioni diplomatiche e "due estati di guerre" (secondo Tacito), magistralmente condotte in modo da minimizzare il più possibile l'intervento diretto delle forze romane. Durante l'incontro, Artabano riconobbe quale re Mitridate d'Armenia (che era quello designato dai Romani), sostenuto anche da suo fratello, il re Farasmane I, col quale Vittelio si era riconciliato. Vitellio riteneva che tale alleanza armeno-iberica fosse destinata a durare e a dominare la Trancaucasia.
Artabano s'impegnò inoltre a inviare alcuni dei suoi figli in ostaggio a Roma. La situazione era complessa per questo re: due dei suoi figli, che aveva inviato perché diventassero re di Armenia, furono uccisi in quella impresa; mentre in patria alcuni dei suoi nobili si ribellarono contro di lui fino a nominare un monarca concorrente.
Questa "guerra civile in Partia" fu "progettata da Roma" e segretamente sostenuta dai Romani. Secondo E. Mary Smallwwood il successo di Vitellio fu quello di aver messo fine a un problema irrisolto da quindici anni, quello del conflitto tra armeni e parti: mentre "il re dei Parti era stato umiliato a sufficienza, tanto da essere pronto ad accettare la volontà di Romani, l'Armenia riceveva in cambio il riconoscimento da parte dei Romani del suo status di sovranità indipendente".
Antipa scrisse subito a Tiberio per informarlo di questo successo diplomatico. Lucio Vitellio fece la stessa cosa, ma Tiberio rispose che era stato già messo al corrente dei fatti dalla lettera di Antipa. Giuseppe Flavio racconta che Vitellio era preoccupato dalla reazione che sarebbe potuta scaturire da quella lettera, contenente a suo giudizio, una errata descrizione dei fatti. Lo storico, tuttavia conclude che alla fine Vitellio si rese conto che quella lettera non era sfavorevole.
È probabile che anche il re di Adiabene, Izate II, abbia preso parte alla riunione sull'Eufrate e che Artabano II abbia dovuto rinunciare alla sua sovranità su Adiabene. Infatti, dopo questa crisi, Adiabene (un regno mesopotamico che si affacciava sul Tigri) non fu più uno stato vassallo dei Parti, ma del regno di Armenia.
Dopo la morte di Tiberio (marzo 37), la follia di Caligola compromise tutti gli sforzi di Vitellio. Senza motivo nel 37 il nuovo imperatore convocò Mitridate di Armenia a Roma. I Parti approfittarono di questa situazione per rioccupare l'Armenia e Adiabene si unì a loro in questa impresa, in nome di una maggiore autonomia. Così questo vassallaggio, pur se non ratificato da nessun trattato, non durò più di un anno.

### Attività di Vitellio in Palestina
Per tutta la prima parte della sua gestione militare (che andò dal 26 al 34), Ponzio Pilato, si mise in mostra per una serie di provocazioni compiute nei confronti dei cittadini ebrei e samaritani. Azioni che secondo lo storico francese Jean-Pierre Lémonon facevano parte di una logica evoluzione della politica romana. .
Queste provocazioni cessano all'indomani della nomina di Lucio Vitellio a governatore della Siria (35). Difatti, nel 36, in seguito alla soppressione cruenta di un'adunanza di Samaritani, guidati da un anonimo Messia sul monte a loro sacro di Garizim, fu deposto da Tiberio, proprio su consiglio di Vitellio. Secondo alcuni storici le provocazioni di Pilato sarebbero state compiute dal romano per compiacere Seiano, al quale era debitore per la nomina. Quest'ultimo, potentissimo prefetto del pretorio, aveva condotto da sempre una politica antiebraica. Per giustificarla aveva bisogno di una agitazione giudaica. Per questo motivo Tiberio gli aveva concesso sempre più potere. Ciò avvenne anche a causa dell'isolamento dell'imperatore che si era ritirato sull'isola di Capri. Tuttavia Seiano muore nel 31 senza portare a termine il suo progetto.
Altri storici, come Jean-Pierre Lémonon, credono che ci sia stata una politica antiebraica di Seiano (a partire dal 29), ma ritengono di non poter contare sulla testimonianza di Filone per affermare che Pilato la perseguiva solo "per gratificare Seiano". Infatti "nessun testo permette di affermare che Pilato era l'esecutore di una politica ostile agli ebrei, pensata e voluta da Seiano". Jean-Pierre Lémonon ritiene inoltre che non vi è alcuna prova che gli incidenti non siano continuati anche dopo il 34, soprattutto se si pensa alla repressione dei samaritani della fine del 36.
Secondo Giuseppe Flavio, Vitellio andò a Gerusalemme durante la Pasqua del 36.
(Giuseppe Flavio, Antichità giudaiche, XVIII, IV, 3)
Queste misure mostrarono un reale desiderio di riconciliazione e una forte inversione di marcia rispetto alla politica precedente.
Secondo Giuseppe Flavio, Vitellio, si recò una seconda volta a Gerusalemme nella primavera del 37. Questa volta era accompagnato da due legioni di Tiberio, che gli aveva ordinato "di muovere guerra contro il re Areta IV e portarlo a lui in catene, se l'avesse prese vivo, o di inviargli la testa se fosse morto".
(Giuseppe Flavio, Antichità giudaiche, XVIII, IV, 3)
Per quanto riguarda l'abbigliamento del sommo sacerdote, Vitellio dimostra ancora una volta il suo desiderio di conciliazione. Vitellio, infine, era a Gerusalemme quando fu deposto Ponzio Pilato.

### Fonti antiche
- Aurelio Vittore, Epitome di Caesaribus, VII, 1.
- Dione Cassio, Storia romana, LIX, 17-22, LVIII, 26.
- Flavio Eutropio, Breviario di storia romana, libro VII, 12 e 18.
- Sesto Giulio Frontino, De aquis urbis Romae, II, 102.
- Giuseppe Flavio, Antichità Giudaiche, XV, 405, XVIII, 90-120, XX, 12.
- Plinio, Storia Naturale, XV. 83
- Plutarco, Vite Parallelae, Galba.
- Svetonio, Caligola, XIV, 1
- Svetonio, Vitellio II.
- Tacito, Annali, VI, 41-48, XI, 1-3 e 33-37, XII, 4-7.